# Ectropis euthystrophion
Ectropis euthystrophion är en fjärilsart som beskrevs av Eugen Wehrli 1943. Ectropis euthystrophion ingår i släktet Ectropis och familjen mätare. Inga underarter finns listade i Catalogue of Life.